# Christina Maslach
Christina Maslach (San Francisco, 21 gennaio 1946) è una psicologa statunitense, nota per i suoi studi sul burnout.

## Biografia

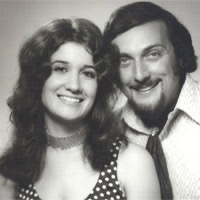
Christina Maslach e suo marito Philip Zimbardo nel 1972

Laureata in psicologia, conseguì il dottorato di ricerca presso l'Università di Stanford e successivamente ottenne l'incarico di assistente universitaria nel dipartimento di psicologia dell'Università della California - Berkeley.
Le critiche poste dalla professoressa Maslach all'esperimento carcerario di Stanford convinsero il professor Philip Zimbardo ad interromperlo dopo soli sei giorni. L'esperienza condizionò particolarmente le successive esperienze professionali della docente, in particolare il suo interesse per il burnout come risposta a fattori stressogeni inevitabili. Christina Maslach e Philip Zimbardo si sposarono nel 1972, un anno dopo la conclusione della ricerca.
Nel 1981 la professoressa Maslach mise a punto il Maslach Burnout Inventory (MBI), insieme alla collega Susan E. Jackson. Fu il primo strumento ideato per valutare l'esperienza del burnout professionale e, nella sua prima versione, era rivolto esclusivamente ai soggetti operanti nel contesto dei servizi sociosanitari.
Successivamente, la studiosa sviluppò ulteriori versioni dell'MBI, atte ad indagare il fenomeno del burnout nei lavoratori del settore dell'istruzione (1986) e nei contesti lavorativi in generale (1996). Dopo oltre trent'anni dalla sua creazione, nel 2014, il Maslach Burnout Inventory veniva ancora citato come "il principale strumento di misurazione per il burnout".
Nel 1999 ideò un ulteriore strumento, che prese il nome di Areas of Worklife Survey (AWS), una scala di indagine per le variabili organizzative che possono concorrere assieme alle variabili individuali nell'insorgenza del burnout.
Tra il 1988 ed il 1989, Christina Maslach fu Presidente della Western Psychological Association (WPA). Dal 2001 è Vice Rettore per l'Istruzione Universitaria a Berkeley. Nel 1991 fu eletta socia dell'American Association for the Advancement of Science. Figura, inoltre, tra i soci dell'American Psychological Association. Nel 1997 fu insignita del premio U.S. Professor of the Year, assegnato dal Consiglio per l'Avanzamento ed il Supporto dell'Istruzione (Council for Advancement and Support of Education). A Berkeley ottenne il Distinguished Teaching Award ed il Social Sciences Service Award. Nel 2008 fu premiata con il WPA Outstanding Teaching Award.